# Шипоту (Пороина Маре)
Шипоту (рум. Șipotu) насеље је у Румунији у округу Мехединци у општини Пороина Маре. Oпштина се налази на надморској висини од 308 m.

## Становништво
Према подацима из 2002. године у насељу је живело 126 становника, од којих су сви румунске националности.